# Honky Château
Honky Château – piąty studyjny album brytyjskiego muzyka Eltona Johna, wydany w roku 1972. W 2003 zajął 357. miejsce na liście pięciuset największych albumów wszech czasów opublikowanej przez magazyn Rolling Stone. Album powstał w styczniu 1972 roku we Francji w miejscowościach Château d'Hérouville i w Pontoise. Wydany w Wielkiej Brytanii 19 maja 1972, a w USA tydzień później.
W 2003 album został sklasyfikowany na 357. miejscu listy 500 albumów wszech czasów magazynu Rolling Stone.

## Strona muzyczna
Pierwszy utwór "Honky Cat" jest utrzymany w stylu nowoorleańskiego funky. Wspomina o artystach takich jak Dr. John i Allen Toussaint. Występuje tu czteroosobowy zespół grający na rogu.

## Ocena krytyków
Krytyk Jon Landau z magazynu Rolling Stone opisał wydawnictwo jako bogaty, ciepły, satysfakcjonujący album, który staje ponad bagnem obecnych nagrań. Ponad 30 lat po ukazaniu się płyty Stephen Thomas Erlewine z AllMusic oświadczył, że album pomyślnie przeszedł próbę czasu: to brzmi jak najbardziej doskonały i zbliżający zbiór piosenek Eltona Johna i Berniego Taupina, jaki kiedykolwiek powstał.

## Spis utworów
| 1.  | "Honky Cat"                                               | 5:13  |
|     |                                                           |       |
| 2.  | "Mellow"                                                  | 5:32  |
|     |                                                           |       |
| 3.  | "I Think I’m Gonna Kill Myself"                           | 3:35  |
|     |                                                           |       |
| 4.  | "Susie (Dramas)"                                          | 3:25  |
|     |                                                           |       |
| 5.  | "Rocket Man (I Think It’s Going to Be a Long, Long Time)" | 4:41  |
|     |                                                           |       |
| 6.  | "Salvation"                                               | 3:58  |
|     |                                                           |       |
| 7.  | "Slave"                                                   | 4:22  |
|     |                                                           |       |
| 8.  | "Amy"                                                     | 4:03  |
|     |                                                           |       |
| 9.  | "Mona Lisas and Mad Hatters"                              | 5:00  |
|     |                                                           |       |
| 10. | "Hercules"                                                | 5:20  |
|     |                                                           |       |
|     |                                                           | 45:09 |
|     |                                                           |       |

## Notowania
Album
| Rok  | Zestawienie          | Pozycja |
| ---- | -------------------- | ------- |
| 1972 | UK Album Chart       | 2       |
| 1972 | Billboard Pop Albums | 1       |

Single
| Rok  | Singiel    | Notowanie                    | Pozycja |
| ---- | ---------- | ---------------------------- | ------- |
| 1972 | Honky Cat  | UK Singles Chart             | 31      |
| 1972 | Honky Cat  | Billboard Adult Contemporary | 6       |
| 1972 | Honky Cat  | Billboard Pop Singles        | 8       |
| 1972 | Rocket Man | UK Singles Chart             | 2       |
| 1972 | Rocket Man | Billboard Pop Singles        | 6       |